# Landsknecht

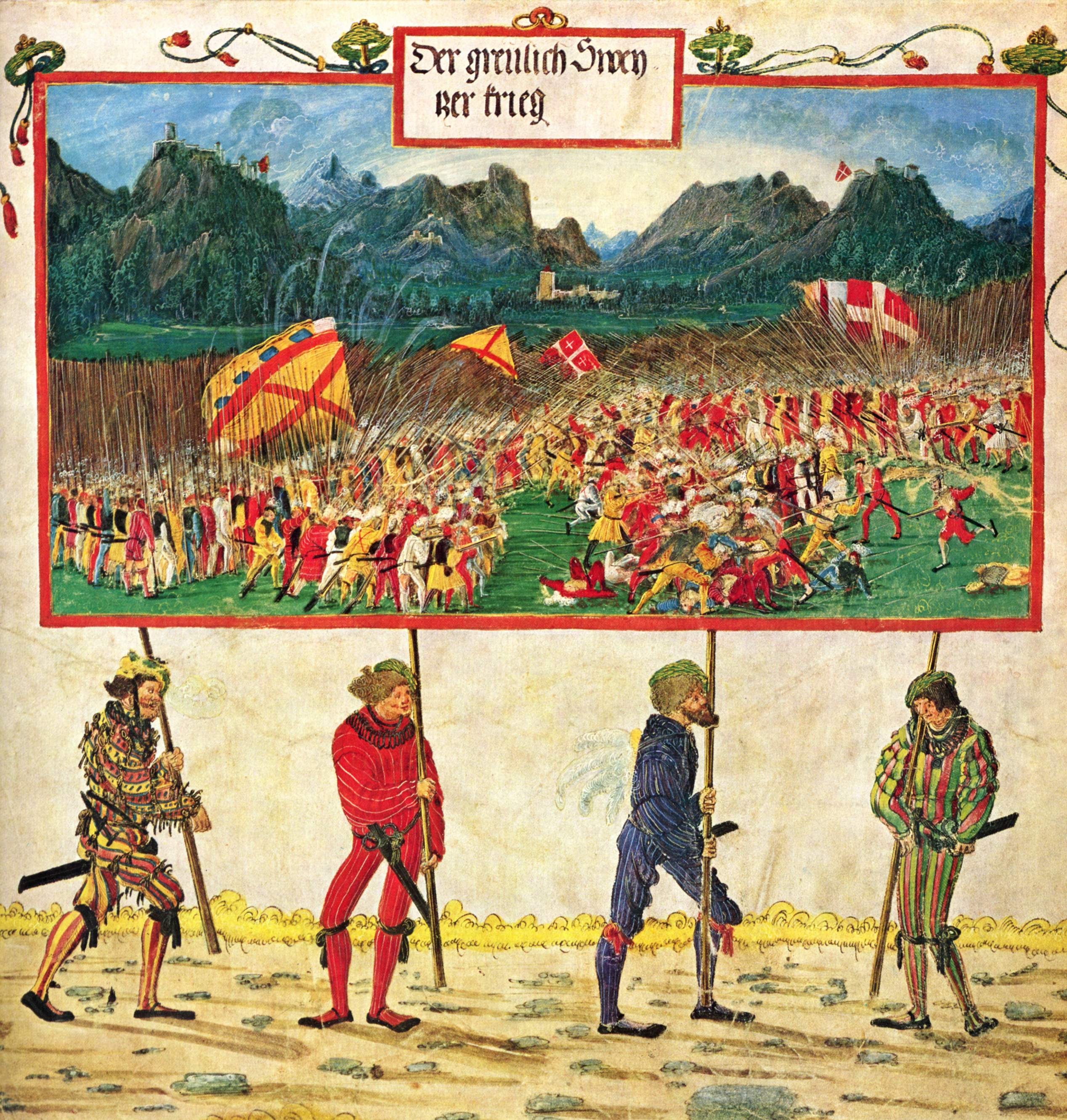
Lancknechci cesarza Maksymiliana I z czasu wojen szwajcarskich: typy żołnierzy i scena boju (mal. Albrecht Altdorfer, ok. 1513/1515)

Landsknecht, lancknecht – żołnierz zaciężnych formacji piechoty z końca XV i XVI wieku, wzorowanych na oddziałach zaciężnych Szwajcarów zbrojnych w piki, halabardy, ciężkie miecze i rusznice. Rodzaj wojsk pieszych wywodzący się z krajów niemieckojęzycznych, przez kilka stuleci wykorzystywany w różnych armiach europejskich. 

## Nazwa
Określenie „landsknecht” (z niem. Land – kraj i Knecht – sługa, pachołek) pierwotnie odnosiło się do przedstawiciela władzy sądowniczej pełniącego funkcję kata, komornika lub woźnego sądowego. Jako „sługa krajowy” w formacji wojskowej przypisany został do tej kategorii, ponieważ ich głównym zadaniem było zapewnienie spokoju w buntujących się przeciw Habsburgom Niderlandach. Miano to po raz pierwszy pojawiło się w latach 1482–1486 (m.in. w dokumentach szwajcarskich z 1486). W Polsce przyjęło się nazywać ich „lancknechtami” bądź krócej „knechtami”.

## Uzbrojenie i wyposażenie

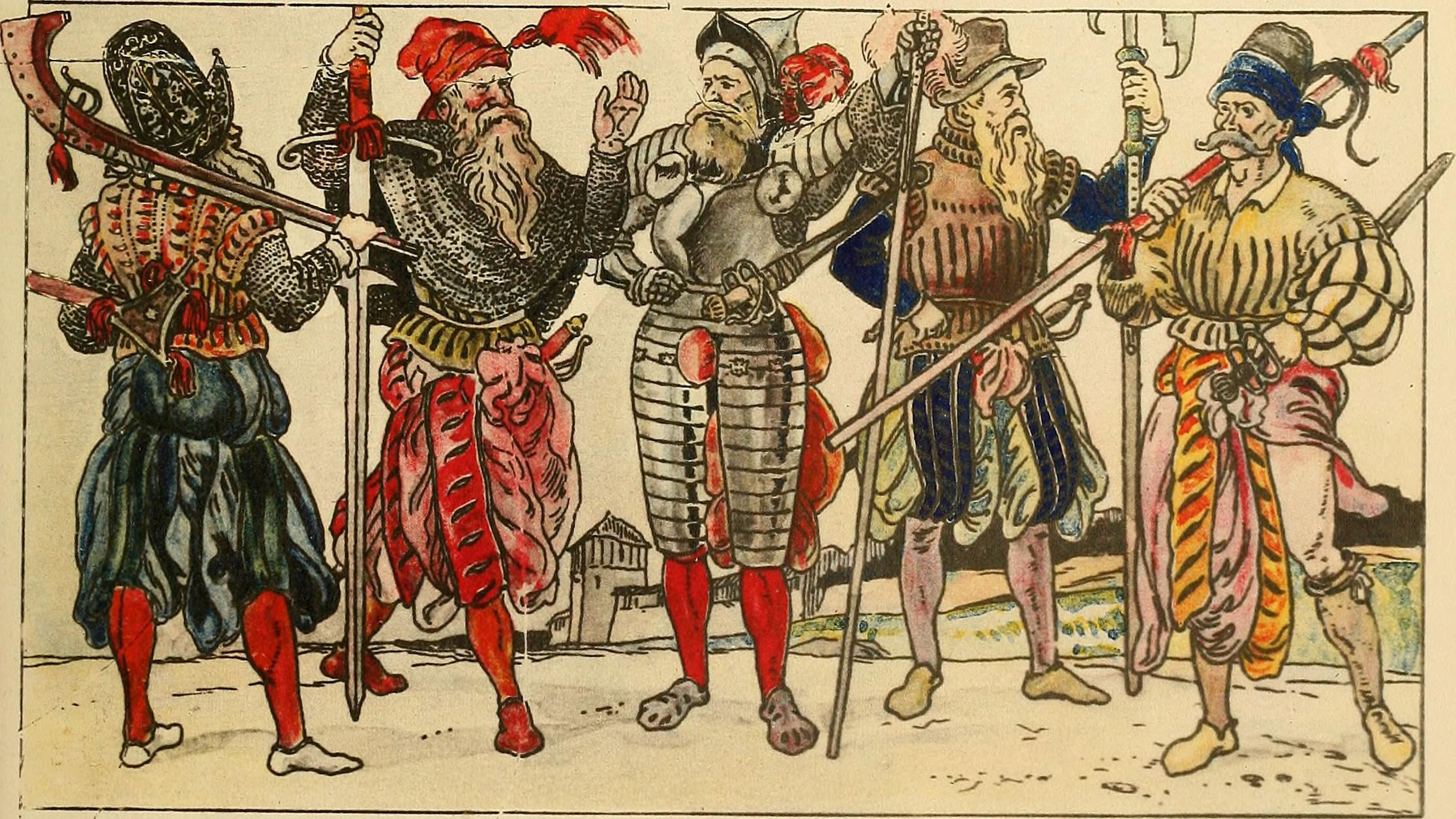
Typowe postacie lancknechtów

Sformowani za rządów cesarza Maksymiliana I lancknechci byli piechotą walczącą głównie bronią białą; stosunek strzelców (pełniących rolę pomocniczą) do pozostałych żołnierzy wynosił 1:2.
Uzbrojenie stanowiły przede wszystkim piki (o długości 3,5 metra w XIV–XV w. i 5,5 metra w XVI–XVII wieku) oraz halabardy i miecze typu katzbalger. Nieliczni uzbrojeni byli w ciężkie miecze dwuręczne: flambergi i espadony. W różnego typu hełmy (np. łebki i kapaliny, później moriony i szturmaki) oraz półzbroje wyposażeni byli tylko oficerowie oraz żołnierze walczący pikami w pierwszym szeregu szyku i na jego flankach, walczący mieczami dwuręcznymi. Uzbrojeniem strzelców były początkowo kusze, później broń palna: rusznice i arkebuzy.
Pod względem wizualnym wyróżniali się jaskrawymi, ekstrawaganckimi strojami, w skład których  wchodziły wamsy, pludry, zdobione piórami (czerwonymi bądź białymi) kapelusze z szerokim rondem albo wysokie, podobne do cylindrów, oraz jedwabne pończochy i skórzane trzewiki z klamrą pośrodku stopy.

## Cechy i organizacja

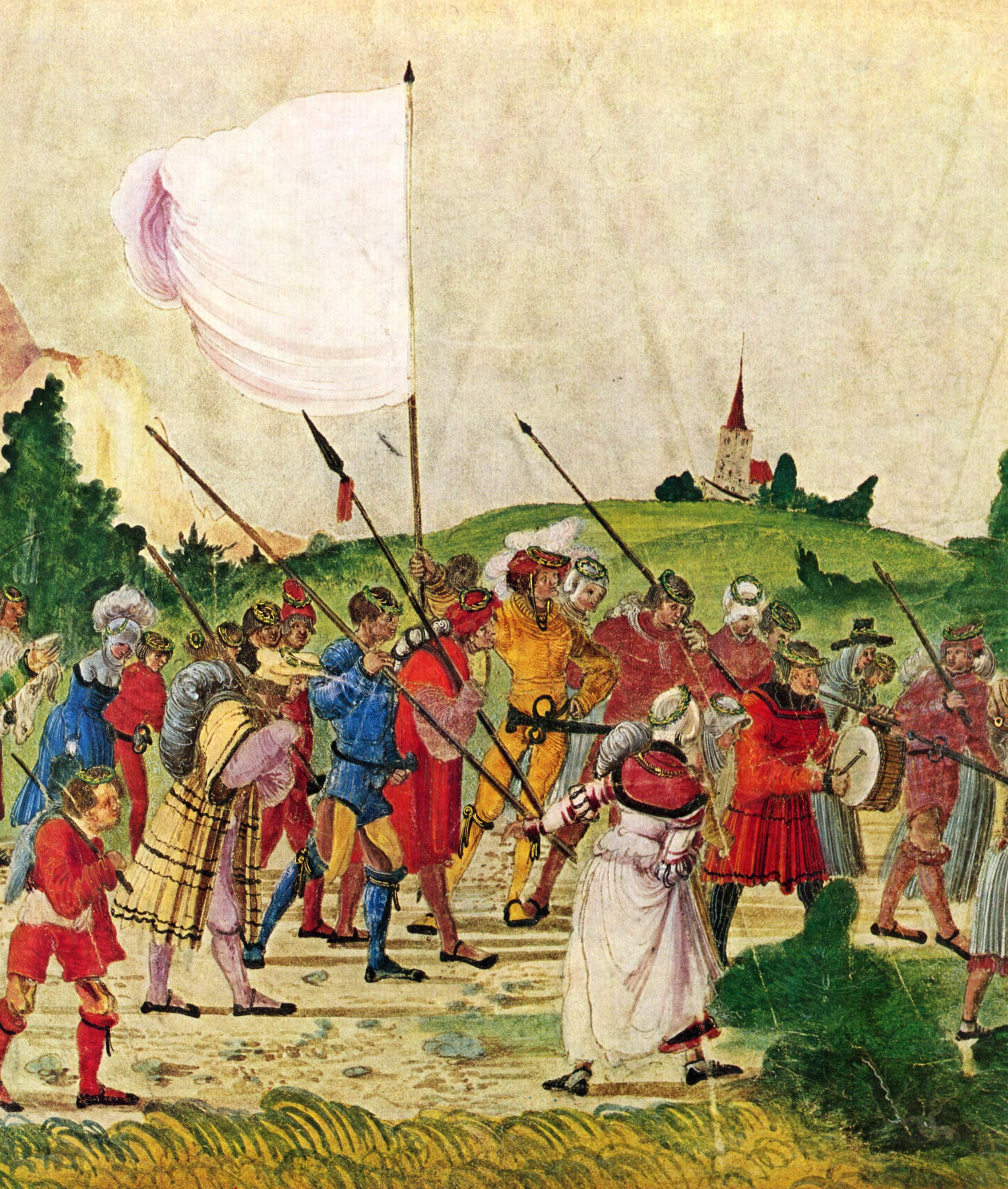
Lancknechci w pochodzie (XVI wiek)

Jednostką organizacyjną landsknechtów był regiment liczący od 10 do 16 kompanii po 400 ludzi, które dzieliły się na roty, a te na dziesiątki. Na czele regimentu stał oberszter (pułkownik), kompanii – kapitan, roty – rotmistrz, dziesiątki – dziesiętnik. Oddziały miały rozbudowany aparat administracyjny oraz zaopatrzeniowe zaplecze (liczne tabory z towarzyszącymi wojsku rodzinami).
Zaciągu żołnierzy do regimentów dokonywano metodą werbunku na podstawie oficjalnego upoważnienia – patentu wydanego przez władcę dowódcy formowanej jednostki. W regularnych bitwach lancknechci walczyli w szyku wielkich czworobocznych batalii. Słynęli z odwagi i męstwa, lecz także z łupiestwa, okrucieństwa i bezwzględności. Nieregularność wypłacanego żołdu wynagradzali sobie rabunkami i gwałtami popełnianymi na miejscowej ludności, z czego do najbardziej znanych należy Sacco di Roma, tj. złupienie Rzymu w maju 1527. W ich obozach powszednim zjawiskiem była obecność kobiet – markietanek i nierządnic; wielu towarzyszyły w wojennych kampaniach żony z dziećmi (istniał nawet specjalny urzędnik uśmierzający kłótnie między kobietami).

## W historii europejskiej

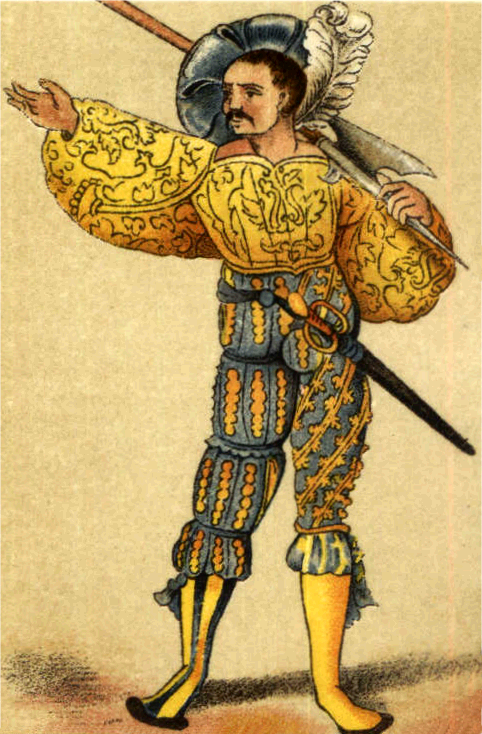
XVI-wieczny lancknecht w charakterystycznym stroju (ok. 1530)

Za początek formacji uważa się utworzenie ich cesarskich oddziałów w 1487. W XVI stuleciu brali udział w licznych militarnych kampaniach, pełniąc też służbę na żołdzie obcym: głównie francuskim i włoskim, lecz także angielskim, polskim, a nawet moskiewskim.
Uczestniczyli w takich konfliktach, jak: wojny włoskie (1494–1559), wojna chłopska w Niemczech (1524–1526), wojny religijne we Francji (1562–1593), powstanie w Niderlandach (1568–1581), I wojna północna (1563–1570), walki z Turkami na Bałkanach w latach 1526, 1532, 1541, bitwa pod Orszą (1514), pod Obertynem (1531), wojna polsko-krzyżacka (1519–1521), wyprawy Stefana Batorego na Moskwę: 1579 (Połock), 1580 (Wielkie Łuki), 1581 (Psków).
Najwyższy stan liczebny osiągnęli podczas oblegania Wiednia przez Sulejmana Wspaniałego w 1532 – około 50 tysięcy żołnierzy (dla porównania: polska husaria nigdy nie przekroczyła stanu 8 tysięcy).
Swoistym oddziałem landsknechtów na służbie królów francuskich w latach 1512–1525 był tzw. „Czarny Legion” (nazwa przyjęta od czernionych zbroi).
Najświetniejszy okres tej formacji zakończył się wraz z ustaniem wojen włoskich w 1559, choć według niektórych kronikarzy walczyli jeszcze w wojnie trzydziestoletniej. Większość współczesnych historyków jednak uważa ich za landsknechtów jedynie z nazwy; pierwotna formacja na przełomie XVI/XVII wieku roztopiła się w nowym rodzaju piechoty pikiniersko-muszkieterskiej, korzystającej z ulepszonej broni palnej.